# Lomariopsis marginata
Lomariopsis marginata là một loài thực vật có mạch trong họ Lomariopsidaceae. Loài này được (Schrad.) Kuhn mô tả khoa học đầu tiên năm 1879.

## Hình ảnh

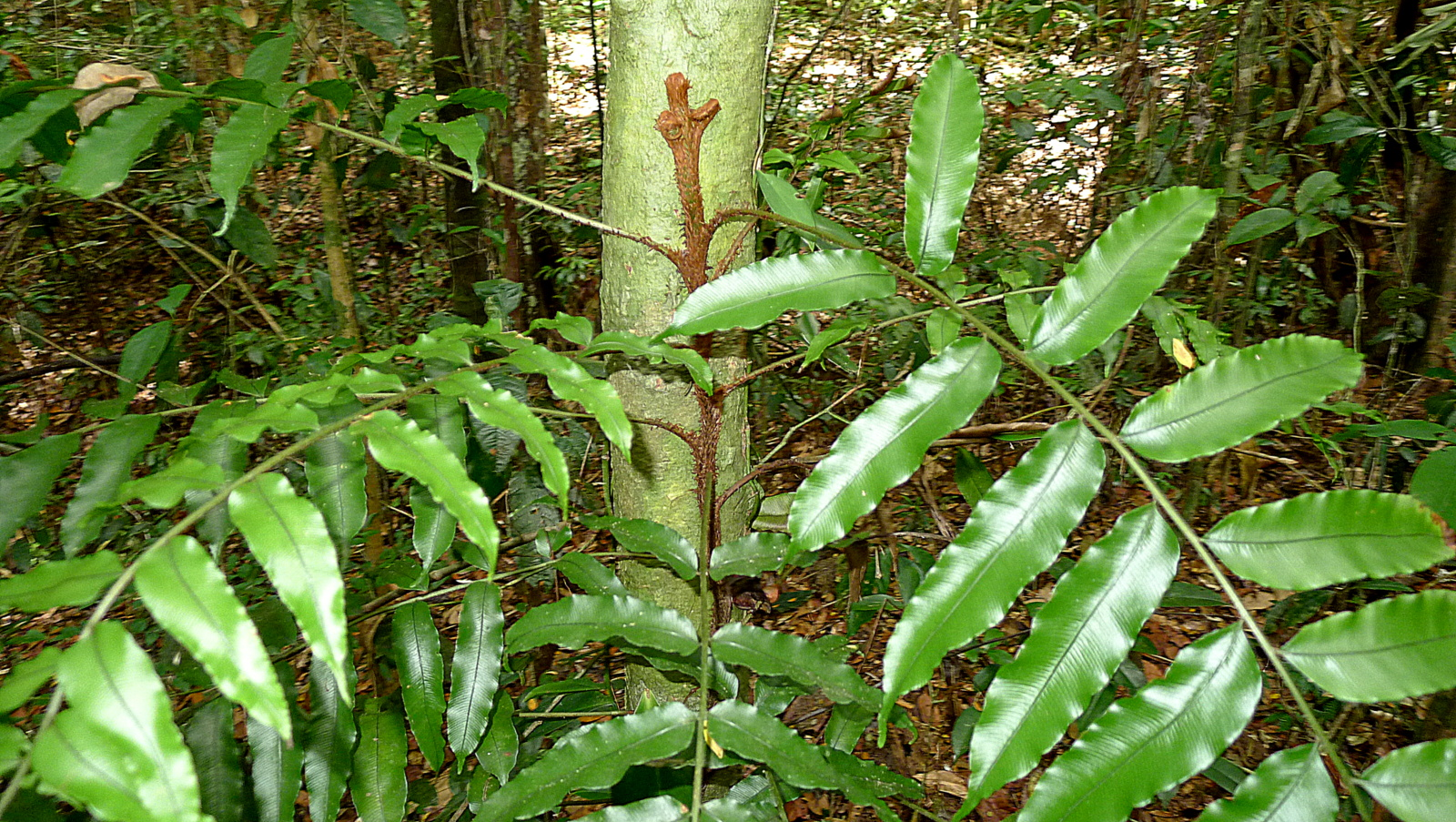
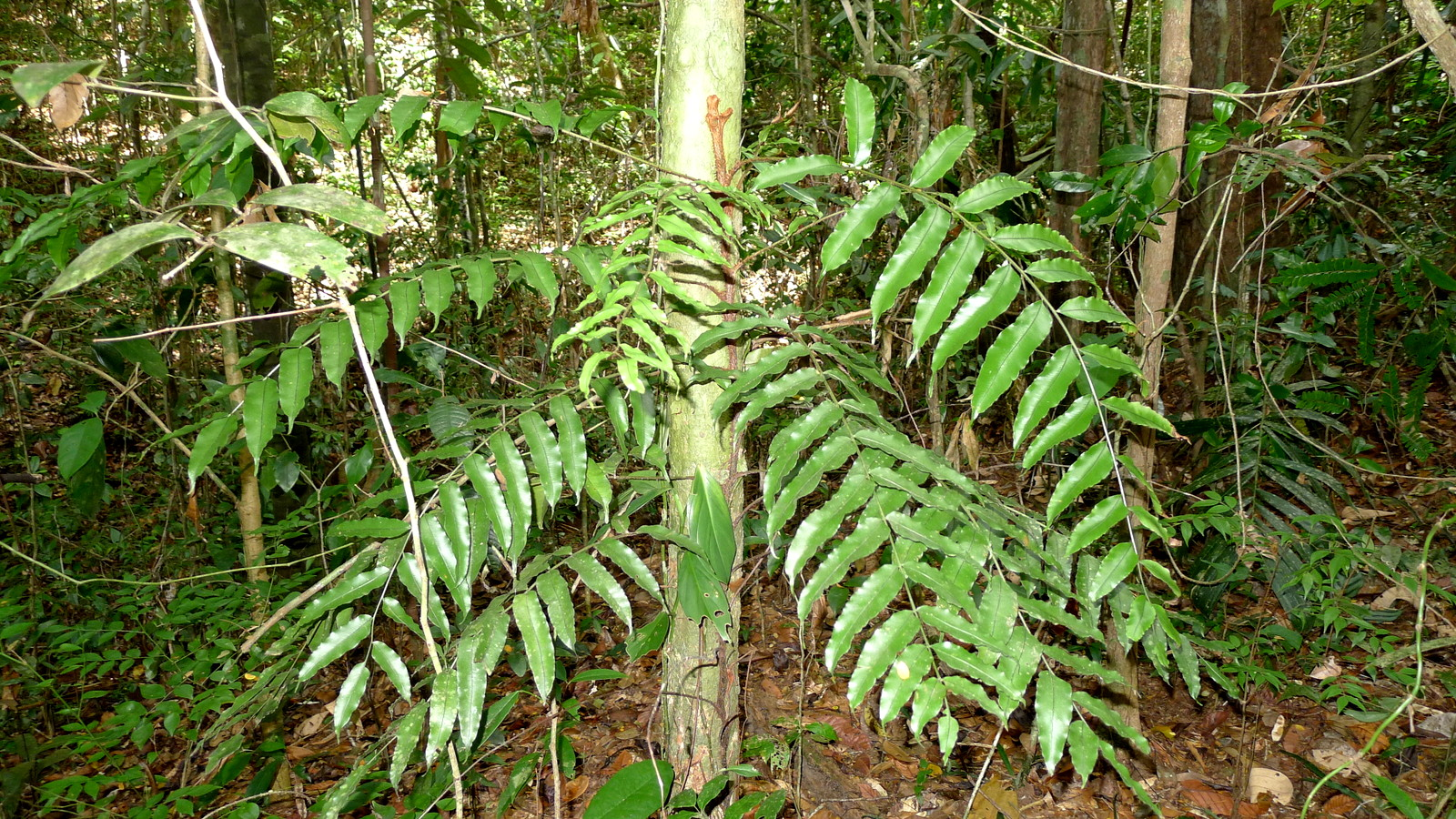